# Leopoldamys diwangkarai
Leopoldamys diwangkarai és una espècie de mamífer rosegador de la família dels múrids. És endèmica d'Indonèsia (Java i Kalimantan), on viu a altituds d'entre 400 i 1.400 msnm. El seu hàbitat natural són els boscos primaris, tant de plana com montans. Es desconeix si hi ha cap amenaça significativa per a la supervivència d'aquesta espècie. El seu nom específic, diwangkarai, significa 'sol' en sànscrit.